# Micro tracteur
Pour les articles homonymes, voir Tracteur.

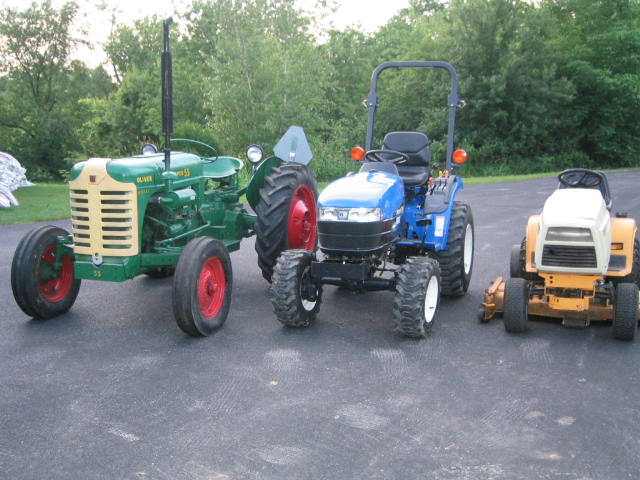
Tracteur de ferme, micro tracteur et tondeuse autoportée.

Un micro tracteur est un tracteur de taille réduite. Les fabricants les nomment souvent tracteurs « étroits » ou « compacts ». À deux ou quatre roues motrices, de taille et de puissance réduites, ils sont destinés à de petits travaux comme l'horticulture.
Les tondeuses autoportées sont parfois qualifiés abusivement de micro tracteur ou tracteur de jardin, du fait de leur ressemblance extérieure. Mais ce sont des outils de tonte et ne sont pas destinés à tracter. De ce fait elles ne possèdent pas d’attelage trois points au contraire des tracteurs.

## Historique
C'est en 1920, que la société Eugène Bauche proposa aux viticulteurs ainsi qu'aux horticulteurs des petits tracteurs étroits. Deux modèles étaient proposés : le GL3 (70 cm de large pour 560 kg) et le GL4 (90 cm de large pour 560 kg également). Ils étaient pourvus d'un différentiel et d'un volant de réglage de la profondeur de labourage, guidé à l'aide d'un mancheron à l'arrière, de plus ils étaient tenus par le laboureur évoluant à pied.

## Descriptif général
Ils sont souvent sans cabine, mais de nos jours ils disposent d'un arceau de sécurité. Mais des fabricants proposent des cabines.
Leur poids peuvent varier entre 700  et   1 000 kg.
Leur longueur est d'environ 2,50 m et leur largeur est autour d’un mètre.